# Boccob
Boccob è una divinità immaginaria del gioco di ruolo Dungeons & Dragons. Originariamente appartenente all'ambientazione Greyhawk, con l'uscita della terza edizione è divenuto un dio comune a tutte le ambientazioni – a meno che queste ultime non abbiano sviluppato pantheon propri. Boccob è il dio della magia e ha influenza sulle conoscenze arcane, sulla preveggenza e sull'equilibrio.
Il suo simbolo è rappresentato da un pentagono che racchiude un occhio.

## Altri aspetti
Fra i baklunish, una sottorazza umana dell'ambientazione Greyhawk, Boccob è conosciuto come Al'Zarad, il dio della Magia e del Sapere; considerato il creatore di Istus, la dea del fato, Al'Zarad ha pochi fedeli.

## Manifestazioni
Boccob appare con l'aspetto di un uomo anziano che indossa una tunica porpora e impugna un bastone recante il suo simbolo.

## Reame divino
Boccob risiede sul piano di esistenza chiamato Dominio Concordante delle Terre Esterne. Nella cosmologia della Grande Ruota, questo piano è equidistante da tutti gli altri Piani Esterni. Il luogo in cui la divinità risiede è noto come "Biblioteca del Sapere"; è costituito da una vasta cittadella simile ad un labirinto, i cui edifici sono enormi biblioteche in cui è contenuta quasi tutta la conoscenza arcana della Grande Ruota. Vi si trovano anche delle celle di meditazione per maghi, biblioteche fasulle, ma anche armerie fornite di ogni tipo di oggetti magici. La cittadella è posizionata sulla cima di una rupe; vi si può giungere solo inerpicandosi lungo una scalinata sorvegliata da quattro Elementali Anziani – uno dell'Aria, uno dell'Acqua, uno del Fuoco e uno della Terra. Nemmeno usando incantesimi come Spostamento Planare è possibile accedere a questo luogo sacro: l'unico modo è ottenere il permesso dei suoi guardiani. Le anime dei fedeli di Boccob, una volta abbandonato il corpo fisico del Piano Materiale, giungono in questo reame divino, ma solo se in vita hanno seguito il dogma della divinità e gli obiettivi della neutralità o del puro sapere; servono come guide, bibliotecari, ricercatori o scriba.

## Templi
I templi di Boccob ospitano generalmente grandi biblioteche, considerando la passione del dio per la conoscenza; sono usualmente ben protette anche attraverso incantesimi che consentono di tenere sotto controllo il tempio anche a distanza. Raramente si consente l'accesso a visitatori, ed anche in questi rari casi l'accoglienza non è delle migliori; così come il loro patrono, i fedeli sono distaccati ed interessati solo all'acquisizione della conoscenza, non alla sua diffusione.